# Lamiastrum
Lamiastrum is een geslacht van waarschijnlijk een plantensoort uit de lipbloemenfamilie (Lamiaceae).

## Taxonomie
Lamiastrum galeobdolon kent drie ondersoorten: 
- Lamiastrum galeobdolon (Gele dovenetel)
  - Lamiastrum galeobdolon subsp. galeobdolon
  - Lamiastrum galeobdolon subsp. flavidum
  - Lamiastrum galeobdolon subsp. montanum

Cultivars zijn:
- Bonte gele dovenetel (Lamiastrum galeobdolon 'Florentinum')
- Lamiastrum galeobdolon 'Herman's Pride'
- Lamiastrum galeobdolon 'Kirkcudbright Dwarf'
- Lamiastrum galeobdolon 'Silberteppich'

## Bron
- Flora Europaea

... · 
Ajuga (Zenegroen) · 
Anisomeles · 
Ballota (Ballote) · 
Basilicum · 
Cleonia · 
Clinopodium (Steentijm) · 
Dasymalla · 
Galeopsis (Hennepnetel) · 
Glechoma · 
Haplostachys · 
Hemiandra · 
Hyssopus · 
Lagochilus · 
Lamiastrum · 
Lamium (Dovenetel) · 
Lavandula (Lavendel) · 
Leonurus · 
Lycopus · 
Marrubium · 
Melissa (Melisse) · 
Mentha (Munt) · 
Nepeta (Kattenkruid) · 
Ocimum (Basilicum) · 
Origanum (Marjolein) · 
Perovskia · 
Phlomis · 
Prunella (Brunel) · 
Renschia · 
Rosmarinus · 
Salvia (Salie) · 
Satureja (Bonenkruid) · 
Scutellaria (Glidkruid) · 
Stachys (Andoorn) · 
Teucrium (Gamander) · 
Thymus (Tijm) · 
Vitex · 
Westringia · 
...